# Estat de Franklin

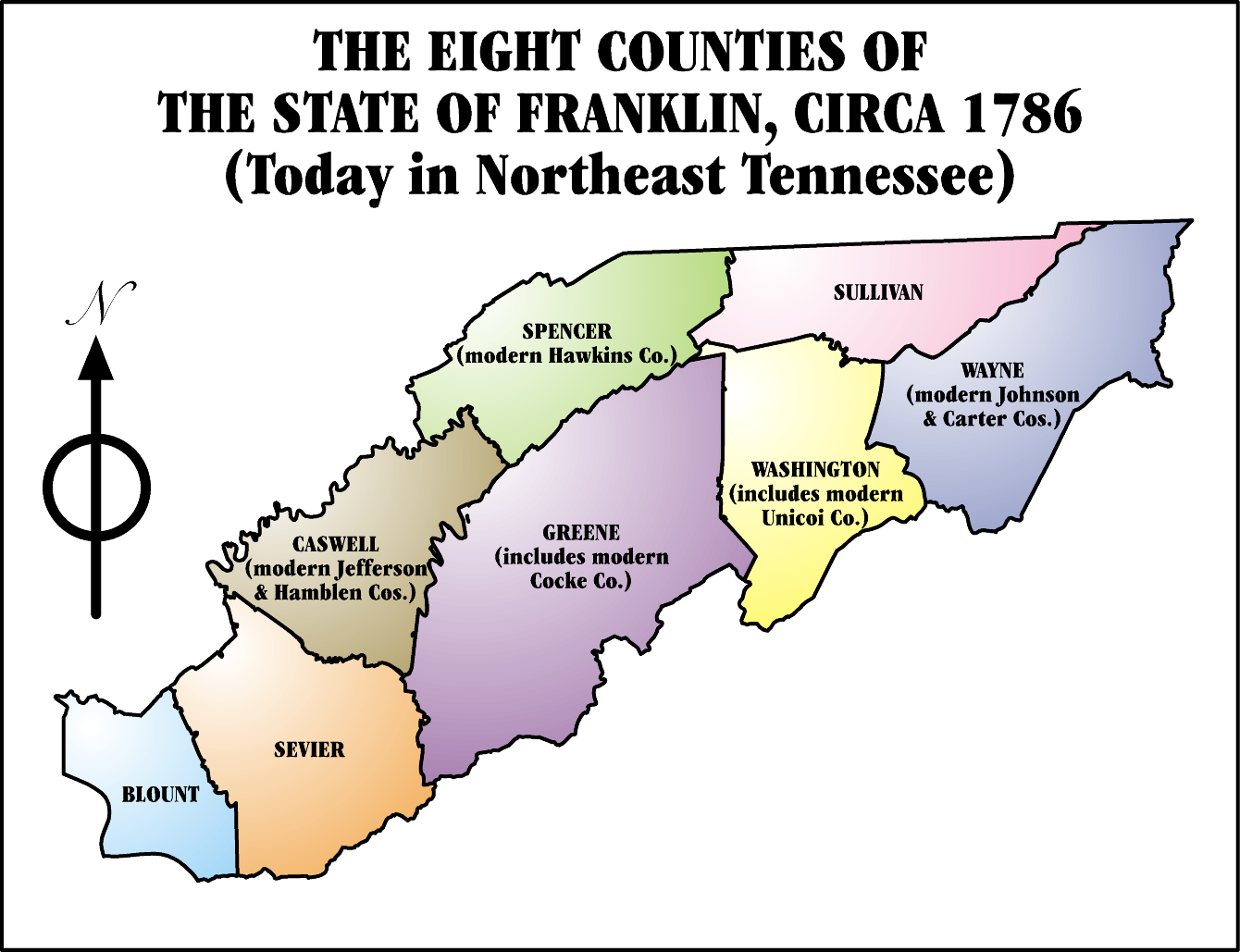
Comtats de l'Estat de Franklin.

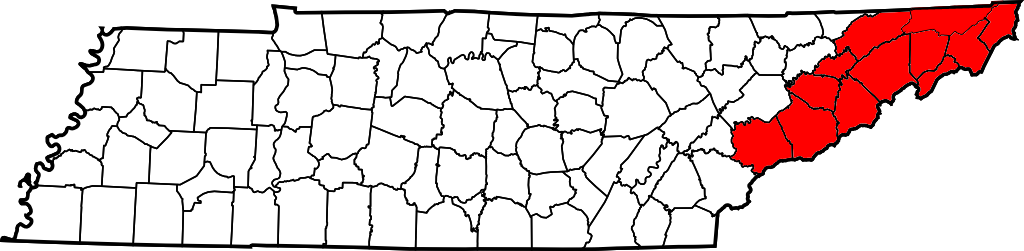
L'Estat de Franklin (en roig) en el mapa de l'actual Tennessee.

L'Estat de Franklin, República Lliure de Franklin o l'Estat de Frankland) va ser un territori no reconegut i autònom situat en el que avui dia és Tennessee Oriental, als Estats Units. Va ser creat el 1784 a partir d'una part del territori a l'oest de les Muntanyes Apalatxes, que havia estat oferida per Carolina del Nord com una cessió al Congrés per ajudar a pagar els deutes relacionats amb la Guerra de la Independència dels Estats Units. Va ser fundat amb la intenció de convertir-se en el catorzè estat dels nous Estats Units.
La primera capital de Franklin va ser Jonesborough. Després de l'estiu de 1785, el govern de Franklin (que tenia aleshores la seu a Greeneville), va governar com un "govern paral·lel" que va funcionar al costat (però no de manera harmònica) d'una burocràcia restablerta de Carolina del Nord. Franklin mai no va ser admès a la Unió. L'estat extrajudicial va existir només durant quatre anys i mig, aparentment com una república, després de la qual Carolina del Nord va assumir el control total de la zona.
La creació de Franklin és innovadora, ja que va ser el resultar tant d'una cessió (un oferiment de Carolina del Nord al Congrés) com d'una secessió (separant-se de Carolina del Nord, quan la seva oferta al Congrés no es va aplicar i es va rescindir la cessió original).